# D-malato deidrogenasi (decarbossilante)
La D-malato deidrogenasi (decarbossilante) è un enzima appartenente alla classe delle ossidoreduttasi, che catalizza la seguente reazione:
(R)-malato + NAD+ ⇄ piruvato + CO2 + NADH